# Going Blank Again
Albums de Ride
Today Forever
(1991) Carnival of Light
(1994)
Singles
Going Blank Again est le second album studio de Ride, paru en 1992 sur le label Creation Records. Il a été produit par Alan Moulder et contient 10 morceaux sur les 25 enregistrés en studio. Il a atteint le Top 5 des charts anglais. À la fin de l'année 2009, l'album a été certifié disque d'or (plus de 100 000 unités vendues).

## Titres
Tous les titres ont été écrits par Ride, bien que le livret précise l'auteur des paroles.
1. Leave Them All Behind (Ride/Gardener) - 8:18
2. Twisterella (Ride/Gardener) - 3:42
3. Not Fazed (Ride/Bell) - 4:24
4. Chrome Waves (Ride/Bell) - 3:53
5. Mouse Trap (Ride/Gardener) - 5:14
6. Time Of Her Time (Ride/Bell) - 3:16
7. Cool Your Boots (Ride/Bell) - 6:01
8. Making Judy Smile (Ride/Bell) - 2:39
9. Time Machine (Ride/Gardener) - 5:54
10. OX4 (Ride/Gardener) - 7:03

Des pistes bonus tirées des singles Leave Them All Behind (piste 4) et Twisterella (pistes 1-3) ont été ajoutées pour la ré-édition de l'album en 2001
1. Going Blank Again - 3:21
2. Howard Hughes - 4:03
3. Stampede - 4:16
4. Grasshopper - 10:56